# 김재걸
김재걸(金在杰, 1972년 9월 7일 ~ )은 전 KBO 리그 삼성 라이온즈의 내야수이자, 현 KBO 리그 한화 이글스의 작전/3루 주루코치이다.

## 선수 시절

### 삼성 라이온즈시절
국가대표팀 내야수였던 그는 1994년 11월 21일에 2차 2라운드 지명을 받게 되자 실업 야구 팀인 현대 피닉스 선수단을 이탈해 12월 4일 2억 1,000만원(연봉 2,000만원)이라는 당시로서는 신인 최고 계약금을 받으며 이중 계약을 했다. 안정된 수비로 관심을 모았지만 특급 유망주 수준은 아니었다. 그의 높은 계약금은 프로 야구 진입을 노리던 현대그룹의 실업 야구 팀인 현대 피닉스 창단과 맞물려 책정된 금액이었다. 도중에 공익근무요원으로 대체 복무해 공백이 있었지만 안정적인 수비, 모든 내야 포지션을 커버할 수 있는 점을 장점으로 팬들에게 '걸사마'라고 불렸다. 박진만이 FA로 입단한 후 초기에는 박진만의 부상으로 그가 백업 유격수로 활동하며 안정적인 수비를 보여줬고, 특히 포스트시즌에서 좋은 기량을 선보였다.

## 야구선수 은퇴 후
2010년부터 삼성 라이온즈의 코치로 활동하기 시작했다. 2019년부터 LG 트윈스의 작전/3루 주루코치로 활동했고, 2023년부터 삼성 라이온즈의 2군 감독으로 활동했다.

## 출신 학교
- 서울영일초등학교
- 우신중학교
- 덕수정보산업고등학교
- 단국대학교

## 등번호
- '9' (1995년)
- '7' (1996년 ~ 1998년, 2001년 ~ 2004년)
- '6' (2005년 ~ 2009년)
- '73' (2010년 ~ 2018년, 2021년 ~ 2023년)
- '72' (2019년 ~ 2020년)

## 통산 기록
| 연도 | 소속   | 경기 | 타수 | 득점 | 안타 | 2루타 | 3루타 | 홈런 | 타점 | 도루 | 희생타 | 4구 | 사구 | 삼진 | 병살타 | 실책 | 타율  | 장타율 | 출루율 | 비고                           |
| ---- | ------ | ---- | ---- | ---- | ---- | ----- | ----- | ---- | ---- | ---- | ------ | --- | ---- | ---- | ------ | ---- | ----- | ------ | ------ | ------------------------------ |
| 1995 | 삼성   | 109  | 281  | 32   | 70   | 11    | 5     | 5    | 32   | 10   | 9      | 16  | 6    | 61   | 3      | 21   | 0.249 | 0.356  | 0.302  |                                |
| 1996 | 삼성   | 115  | 320  | 31   | 73   | 15    | 2     | 2    | 28   | 40   | 6      | 32  | 4    | 76   | 6      | 11   | 0.268 | 0.297  | 0.303  |                                |
| 1997 | 삼성   | 30   | 17   | 7    | 3    | 3     | 0     | 1    | 2    | 1    | 1      | 1   | 0    | 5    | 1      | 3    | 0.196 | 0.412  | 0.211  |                                |
| 1998 | 삼성   | 72   | 100  | 8    | 25   | 2     | 0     | 0    | 5    | 9    | 3      | 5   | 5    | 33   | 6      | 2    | 0.260 | 0.270  | 0.306  |                                |
| 2001 | 삼성   | 70   | 138  | 29   | 39   | 5     | 1     | 1    | 9    | 6    | 9      | 10  | 1    | 38   | 1      | 11   | 0.269 | 0.333  | 0.333  |                                |
| 2002 | 삼성   | 83   | 92   | 17   | 19   | 1     | 0     | 2    | 10   | 5    | 6      | 8   | 0    | 26   | 0      | 3    | 0.222 | 0.289  | 0.265  |                                |
| 2003 | 삼성   | 85   | 161  | 23   | 32   | 7     | 1     | 0    | 10   | 2    | 10     | 10  | 2    | 35   | 4      | 6    | 0.199 | 0.255  | 0.253  |                                |
| 2004 | 삼성   | 64   | 64   | 12   | 12   | 2     | 1     | 1    | 5    | 1    | 6      | 5   | 0    | 21   | 1      | 5    | 0.198 | 0.200  | 0.246  |                                |
| 2005 | 삼성   | 103  | 231  | 22   | 57   | 7     | 0     | 1    | 23   | 8    | 13     | 17  | 5    | 59   | 6      | 7    | 0.247 | 0.290  | 0.311  |                                |
| 2006 | 삼성   | 115  | 171  | 35   | 36   | 6     | 1     | 0    | 11   | 9    | 5      | 13  | 0    | 42   | 5      | 4    | 0.211 | 0.257  | 0.266  | 월드 베이스볼 클래식 대표 선수 |
| 2007 | 삼성   | 116  | 314  | 40   | 73   | 12    | 0     | 2    | 22   | 17   | 24     | 34  | 6    | 68   | 6      | 17   | 0.232 | 0.290  | 0.317  |                                |
| 통산 | 11시즌 | 962  | 1889 | 245  | 436  | 66    | 10    | 12   | 155  | 109  | 86     | 151 | 27   | 456  | 35     | 90   | 0.240 | 0.295  | 0.297  |                                |